# Stray Kids
Stray Kids (en hangul, 스트레이 키즈; romanización revisada, Seuteurei Kijeu, abreviado como SKZ) es un grupo masculino surcoreano formado en 2017 por JYP Entertainment a través del reality show homónimo. El grupo debutó en 2018, y actualmente está compuesto por ocho miembros: Bang Chan, Lee Know, Changbin, Hyunjin, Han, Felix, Seungmin e I.N. Originalmente siendo un grupo de nueve integrantes, Woojin abandonó el grupo y la agencia en octubre de 2019 por motivos personales.
Stray Kids lanzó su extended play predebut Mixtape el 8 de enero de 2018 e hizo su debut oficial el 25 de marzo del mismo año con I Am Not, seguido por los otros dos EP de la serie I Am, I Am Who y I Am You. En 2019 publicaron la trilogía Clé, compuesta por tres EP, Clé 1: Miroh, Clé 2: Yellow Wood y Clé: Levanter. El primer álbum de estudio del grupo, Go Live, fue publicado en 2020, y se convirtió en el primer álbum del grupo en obtener la certificación de platino por la Korea Music Content Association (KMCA). Ese mismo año, Stray Kids hizo su debut en Japón con el álbum compilatorio SKZ2020, publicado a través de Epic Records Japan.
En 2021, el segundo álbum de estudio de Stray Kids, Noeasy, se convirtió en su primer álbum en alcanzar un millón de ventas. Tras firmar con Republic Records para promociones en los Estados Unidos en 2022, el grupo publicó los EPs Oddinary, Maxident en 2022 y Rock-Star en 2023, y su tercer álbum de estudio 5-Star (2023), los cuales encabezaron la lista Billboard 200 y entraron a la lista UK Albums Chart. 5-Star fue certificado cinco veces millón en ventas de álbumes por la KMCA, convirtiéndose en el tercer grupo en conseguirlo en la historia de Corea del Sur. Hacia octubre de 2022, Stray Kids ha vendido más de 10 millones de álbumes, tanto en coreano como en japonés.
En septiembre de 2022 fueron llamados «Líderes del K-pop» por la reconocida revista Billboard.En 2023, fueron incluidos en la lista «Next Generation Leaders» de Time.

## Historia

### 2016-2017: 3Racha
A finales de 2016, los aprendices Christopher Bang (Bang Chan), Seo Chang-bin y Han Ji-sung formaron un trío de hip hop llamado 3Racha, bajo los alias CB97, SpearB y J.One respectivamente.
El 18 de enero de 2017, subieron su primer mixtape J/2017/mixtape a SoundCloud. El mixtape está compuesto por siete canciones, entre las cuales se encuentra «Runner's High», una de las canciones que interpretarían luego en el reality show. El 16 de agosto de 2017 subieron su segundo mixtape 3Days, para aquel entonces ya se había anunciado que formarían parte de un nuevo programa de supervivencia. 3Racha lanzó su tercer y último mixtape titulado Horizon el 20 de diciembre de 2017.

### 2017: Formación yreality show
A principios de septiembre de 2017, JYP Entertainment anunció oficialmente un nuevo reality show de la agencia para debutar un nuevo grupo masculino. Más información y detalles se publicaron en los próximos dos meses, incluido el título del programa, Stray Kids. Una de las noticias que más llamó la atención sobre el programa fue que los aprendices no iban a presentar covers de otros artistas en sus misiones, sino que crearían sus propias canciones y coreografías. El 26 de septiembre de 2017, se lanzó el primer teaser del programa.
Antes del estreno del programa, el 6 de octubre, JYP lanzó el primer video musical del grupo con la canción «Hellevator», la cual más tarde fue lanzada como sencillo digital. En los días 11, 12 y 13 de octubre de 2017 se lanzaron los teasers individuales de los miembros y el programa finalmente se estrenó el 17 de octubre de 2017. 
En los episodios 5 y 8, los participantes Lee Min-ho y Lee Felix fueron eliminados debido a sus errores y falta de confianza en el escenario. A pesar de ello, en el último episodio, que fue transmitido en vivo el 19 de diciembre, J.Y. Park les ofreció una última oportunidad, que sería decidida por medio de una votación. El resultado fue del 96% para la permanencia de los dos en el grupo contra el 4% que votó en contra.

### 2018: Debut oficial y la trilogíaI Am
Junto con el lanzamiento del sitio web oficial de Stray Kids, JYP Entertainment anunció el lanzamiento de un EP de predebut titulado Mixtape. Contiene siete canciones escritas y compuestas por los miembros, incluyendo «Hellevator» y otras canciones que interpretaron durante el programa. El EP, junto con el vídeo musical de «Beware», se lanzó el 8 de enero, mientras que el vídeo musical de «Spread My Wings» se publicó una semana después.
El 5 de marzo, JYP Entertainment anunció que el showcase debut del grupo titulado Stray Kids Unveil (Op.01: I Am Not) se llevaría a cabo el 25 de marzo en el estadio Jangchung Arena. Debutaron oficialmente al día siguiente con el lanzamiento de su EP titulado I Am Not, junto con el vídeo musical del sencillo «District 9», mientras que los videoclips de «Grow Up» y «Mirror» fueron lanzados el 31 de marzo y el 23 de abril respectivamente.
El 14 de abril, Stray Kids actuó en KCON Japan 2018, siendo la primera actuación del grupo en el extranjero desde su debut. Dos meses después, JYP Entertainment anunció que el grupo realizaría su segundo showcase, Stray Kids Unveil (Op. 02: I Am Who), el 5 de agosto en Grand Peace Palace de la Universidad de Kyung Hee. Su segundo EP, llamado I Am Who, junto con el sencillo «My Pace», se lanzó el día siguiente.
El 4 de octubre, JYP Entertainment anunció el tercer showcase titulado Stray Kids Unveil (Op. 03: I Am You), que se llevó a cabo el 21 de octubre en Salón Olímpico, siendo seguido por el lanzamiento de su nuevo EP titulado I Am You y dando por finalizado la trilogía "I Am".

### 2019: TrilogíaCléy salida de Woojin
El 5 de marzo, JYP Entertainment anunció el tercer regreso del grupo el 25 de marzo de 2019 con el lanzamiento de su cuarta extended play Clé 1: Miroh, en conmemoración del primer aniversario del grupo. El grupo obtuvo su primera victoria en un programa musical el 4 de abril en M Countdown por el sencillo principal del álbum, «Miroh». El 19 de junio, el grupo lanzó entre la etapa americana y la europea de su primera gira mundial, su primer álbum especial Clé 2: Yellow Wood, junto con el sencillo «Side Effects».
Stray Kids lanzó un sencillo digital titulado «Double Knot» el 9 de octubre y también anunció su gira mundial que comenzó el 23 y 24 de noviembre en el Olympic Hall de Seúl, con su quinta obra extendida Clé: Levanter, inicialmente anunciada para su lanzamiento el 25 de noviembre. Sin embargo, el 28 de octubre, JYP anunció que Woojin había dejado el grupo debido a circunstancias personales y como resultado, el lanzamiento del EP se retrasó hasta el 9 de diciembre. El 13 de noviembre de 2019, el grupo lanzó el video musical de «Astronaut», su primer sencillo sin Woojin. El 9 de diciembre, Stray Kids finalmente lanzó Clé: Levanter, junto con el video musical del sencillo «Levanter». Este daría fin a la trilogía Clé.
Stray Kids lanzó el sencillo digital titulado «Mixtape: Gone Days», el primer sencillo de Mixtape Project el 26 de diciembre.

### 2020:Step Out Of Clé, debut en Japón, primer álbum de estudio y primer concierto en línea
Stray Kids lanzó la primera versión en inglés de «Double Knot» y «Levanter» en el digital Step Out of Clé, junto con el vídeo musical de la versión en inglés de «Double Knot» el 24 de enero de 2020. Stray Kids hizo un debut oficial en Japón el 18 de marzo de 2020 con el álbum recopilatorio SKZ2020 en Japón y Corea del Sur, con el nuevo disco de canciones anteriores e incluyendo la versión japonesa de «My Pace», «Double Knot» y «Levanter (風)» que lanzaron como sencillo anteriormente.
Stray Kids lanzó su segundo tema digital titulado «Mixtape: On Track (바보라도 알아)» el 26 de marzo. El 3 de junio, Stray Kids lanzó su primer álbum sencillo japonés titulado «Top». Se utiliza como la canción opening del anime "Tower of God". Una versión coreana fue lanzada el 13 de mayo, y una versión en inglés el 20 de mayo.
El 17 de junio, Stray Kids lanzó su primer álbum de estudio llamado Go Live (GO生) junto el tema principal «God's Menu (神메뉴)», e incluyó las versiones coreanas de «Top» y «Slump» y los sencillos previamente lanzados «Mixtape: Gone Days» y «Mixtape: On Track» Durante su lanzamiento, Go Live se convirtió en el álbum más vendido del grupo, debutando en el primer puesto de la lista semanal Gaon Album Chart, y vendió 243.462 copias a finales de mes. Go Live ocupó el puesto número 5 de la lista mensual Gaon Album Chart. El álbum recibió la certificación de platino de la Gaon Chart por vender más de 250.000 copias en agosto de 2020, convirtiéndose en el primer álbum del grupo en conseguirlo.«God's Menu» se convirtió en el primer tema del grupo en aparecer en la Gaon Weekly Download Chart, debutando en el número 144.
Stray Kids lanzó el reempaquetado de su primer álbum de estudio titulado In Life (IN生) el 14 de septiembre. Durante las promociones, el grupo recibió dos victorias en programas musicales: una en el programa Show Champion de MBC y otra en M Countdown de Mnet. El tema principal «Back Door» fue reconocido por la revista TIME y lo incluyó en el número 8 de su lista de "10 mejores canciones de 2020", convirtiéndose en la única canción de un acto coreano en la lista, siendo descrito como "un Frankenstein ingenioso que es tan pegadizo como complejo".
El 4 de noviembre, Stray Kids lanzó su primer extended play japonés titulado All In con el tema principal homónimo y también incluyó las versiones japonesas de «God's Menu (神メニュー)» y «Back Door», y su primer sencillo japonés «Top». El 22 de noviembre, Stray Kids celebró su primer concierto online titulado Unlock: Go Live In Life a través de la plataforma Beyond Live y fue considerado como una continuación de su gira District 9: Unlock que tuvo que ser pospuesta y cancelada debido a la preocupación por la pandemia de COVID-19. Durante el concierto, el grupo interpretó por primera vez la versión coreana de su canción «All In», que finalmente fue lanzada el 26 de noviembre como sencillo digital.

### 2021:Kingdom: Legendary War, Noeasy, Christmas EveLySKZ2021
En los Mnet Asian Music Awards de 2020, se anunció que Stray Kids se uniría a Ateez y The Boyz en la temporada inaugural de Kingdom: Legendary War, un programa de competición del canal Mnet. El 28 de enero, Mnet confirmó que iKON, SF9 y BtoB se unirán a la alineación. El 28 de mayo, Stray Kids lanzó «Wolfgang», una canción para la ronda final del programa. Durante la final de Kingdom: Legendary War el 3 de junio, Stray Kids terminó en primer lugar, obteniendo su propio reality show y aparición en el programa especial Kingdom Week.
El 20 de febrero, Stray Kids tuvo su primer fan meeting oficial titulado Stray Kids 1st #LoveSTAY 'SKZ-X', el cual fue transmitido a través de la plataforma de streaming V Live. El 18 de marzo, el grupo transmitió su primer fan meeting japonés STAYing Home Meeting a manera de celebración por su primer aniversario de debut en Japón.
Stray Kids lanzó el 19 de marzo una colaboración con el productor sueco Alesso y el DJ chino Corsak titulado «Going Dumb» para la versión móvil de PlayerUnknown's Battlegrounds.
El 26 de junio, Stray Kids lanzó el tercer sencillo digital perteneciente al Mixtape Project titulado «Mixtape: Oh (애)». La canción debutó número 1 en el Billboard World Digital Song Sales. El 23 de agosto, Stray Kids lanzó su segundo álbum de estudio Noeasy, debutando en el primer puesto del Gaon Album Chart y vendiendo más de 1.2 millones de copias hasta octubre del 2021, convirtiendo a Stray Kids en el primer acto bajo JYP Entertainment en vender más de un millón de copias con un solo álbum. El tema principal «Thunderous (소리꾼)» alcanzó el puesto 33 en el Gaon Digital Chart y el 80 en el Billboard Global 200 y obtuvo 6 premios en programas musicales.
El grupo lanzó del segundo sencillo japonés «Scars» / «Thunderous (ソリクン)» el 13 de octubre. El sencillo entró segundo en el Oricon Singles Chart y en el Billboard Japan Hot 100, vendiendo más de 180 mil copias. El 29 de noviembre, Stray Kids lanzó un álbum especial de tema navideño titulado Christmas EveL, con un sencillo principal del mismo nombre y el sencillo «Winter Falls». El grupo concluyó el año lanzando el 23 de diciembre SKZ2021, un álbum recopilatorio que incluye las versiones regrabadas de canciones antiguas y una versión coreana de «Scars».

### 2022:Oddinary, Circus,2nd World Tour "Maniac" y Maxident
Stray Kids anunció un segundo fan meeting oficial titulado 2nd #LoveStay 'SKZ's Chocolate Factory', el cual se dio el 12 y 13 de febrero en el Salón Olímpico. El segundo día fue transmitido vía Beyond Live. El 13 de febrero, Stray Kids anunció el lanzamiento de su séptimo EP titulado Oddinary, el cual fue lanzado el 18 de marzo junto con el tema principal «Maniac».
El 28 de marzo, Billboard anunció que el último miniálbum de Stray Kids, Oddinary, había debutado en el número 1 en su famosa lista Top 200 Albums, su clasificación semanal de los álbumes más populares en los Estados Unidos. Además de anotar su primera entrada en la lista Billboard 200, Stray Kids se convirtió en el tercer artista coreano en la historia en encabezar la lista. Los únicos otros artistas de K-pop que han encabezado la lista hasta la fecha son BTS y SuperM. El grupo anunció el 6 de marzo su segunda gira mundial 2nd World Tour "Maniac", la cual empezó el 29 de abril en Seúl, Corea del Sur, y continuó por Norteamérica, Asia y Australia. La gira concluyó el 2 de abril de 2023 en Los Ángeles.
Stray Kids lanzó el 22 de junio su segundo EP japonés titulado Circus, precedido por la versión japonesa de «Maniac», la nueva canción «Your Eyes» y el sencillo principal, «Circus». El EP debutó en el puesto número 2 de la lista Oricon Albums Chart y encabezó Billboard Japan Hot Albums. El grupo lanzó el sencillo sorpresa «Mixtape: Time Out» el 1 de agosto en conmemoración del cuarto aniversario del nombre del fandom, Stay.
Dos semanas antes de su siguiente lanzamiento, Stray Kids lanzó «Heyday», producida e interpretada por 3Racha para la serie televisiva Street Man Fighter. Stray Kids lanzaría su séptimo EP, Maxident, el 7 de octubre junto con el sencillo principal «Case 143». El EP encabezó listas en Corea del Sur, Polonia y Estados Unidos. Se convirtió en su segundo álbum número uno consecutivo en los Estados Unidos, y el cuarto álbum coreano y no inglés-parlante en encabezar las listas. Maxident se convirtió el primer álbum de JYP Entertainment y Stray Kids en sobrepasar los dos y tres millones de ventas, y en ser certificado triple millón por el KMCA. El 21 de diciembre lanzaron su tercer álbum recopilatorio SKZ-Replay, conteniendo proyectos solitarios y canciones lanzadas anteriormente de manera no oficial como videos musicales. La Federación Internacional de la Industria Fonográfica (IFPI) declaró a Stray Kids como el séptimo artista con mejores ventas en 2022. Maxident y Oddinary fueron el sexto y decimocuarto álbum con mayores ventas respectivamente.

### 2023:The Sound, 5-Star, Social Path / Super Bowl (Japanese Ver.) y Rock-Star
Stray Kids lanzó su álbum debut japonés The Sound el 22 de febrero. Debutaron por primera vez en la cima del Oricon Albums Chart con 378,000 copias y el álbum fue certificado doble platino por la Recording Industry Association of Japan (RIAJ). El 2 de junio Stray Kids lanzó su tercer álbum de estudio 5-Star junto con el sencillo «S-Class (특)» y una colaboración con el rapero Tiger JK en la pista «Topline». El álbum encabezó listas en ocho países incluyendo Corea del Sur, Francia, Estados Unidos, etc; el último siendo el tercer número uno consecutivo de Stray Kids en el país. 5-Star ha vendido más de 5 millones de copias hasta junio de 2023, y fue certificado como tal por la KMCA. «S-Class (특)» ganó la categoría Best K-pop en los 2023 MTV Video Music Awards.
Stray Kids tuvieron su tercer fan meeting Pilot: For ★★★★★ el 1 y 2 de julio en el KSPO Dome y se embarcaron en su gira de domos por Corea del Sur y Japón, 5-Star Dome Tour, desde agosto hasta octubre. El grupo encabezó por primera vez el festival musical Lollapalooza el 21 de julio en París, Francia y se presentaron el 23 de septiembre en el Global Citizen Festival en Nueva York, Estados Unidos. El primer EP japonés del grupo Social Path / Super Bowl (Japanese Ver.) fue lanzado el 6 de septiembre, precedido por los sencillos dobles «Social Path», colaboración con cantautora japonesa LiSA y la versión japonesa de «Super Bowl». El EP se convirtió en su segundo álbum en encabezar las listas en Japóny el primero en recibir un certificado por el millón de copias.Stray Kids colaboraron con el rapero Lil Durk, sacando una remezcla de su sencillo «All My Life» el 13 de octubre, y publicaron su octavo EP, Rock-Star, el 10 de noviembre junto con el sencillo principal «Lalalala (락 (樂))». Además, Stray Kids recibieron el Reconocimiento del primer ministro en el Korean Popular Culture and Arts Awards en 2023.

## Estilo musical
La música de Stray Kids consiste principalmente de K-pop, hip hop, trap y electrónica. Son considerados un grupo idol "auto-producido" con los miembros casi siempre envolviéndose en la escritura y producción de canciones e incluso arreglos musicales. Desde el lanzamiento de «God's Menu» en 2020, la discografía de Stray Kids ha sido descrita como "mala taste" y "noise music", una frase inspirada en el juego de palabras de su álbum Noeasy.

## Imagen pública

### Promociones
Antes del debut oficial de Stray Kids, los nueve miembros fueron elegidos como modelos para respaldar Jambangee Jeans en 2018. El 26 de junio, fueron seleccionados como modelos exclusivos de Ivy Club para el semestre de otoño de 2018. El 19 de julio, recibieron el primer set de su CF con Minute Maid Sparkling. Cinco días después de su primer CF, fueron seleccionados para ser modelos promocionales para CGV "Youth Brand Festival" del 24 de julio al 31 de agosto. El 19 de septiembre Lotte Duty Free anunció a Stray Kids como los nuevos embajadores en sus cuentas oficiales de YouTube e Instagram. El 16 de octubre, Stray Kids se convirtió en el nuevo modelo de la marca coreana de ropa deportiva "Pro-Specs".
El 17 de junio de 2019, Stray Kids fue elegido como el nuevo embajador del Concurso Talk Talk Korea en 2019, y el 18 de junio, fueron nombrados embajadores honorarios por el Servicio de Información y Cultura de Corea, Ministerio de Cultura, Deportes y Turismo. En noviembre de 2020, Stray Kids se volvieron embajadores de la marca Shopee Indonesia para la Gran Venta del 11.11 y la Venta de cumpleaños del 12.12. El 1 de febrero de 2021, Stray Kids se convirtieron en los nuevos modelos de la marca Clio Cosmetics. En junio, fueron elegidos para convertirse en los nuevos modelos de la marca japonesa de ropa Wego y fueron elegidos como los embajadores del Pabellón de Corea en la Exposición Universal de Dubái de 2020. En septiembre Stray Kids fueron elegidos como los nuevos modelos de la marca cosmética Nacific y la subunidad Danceracha (Lee Know, Hyunjin y Felix) participó en la campaña para la zapatilla unisex Earthbeat de la marca italiana Etro con un video de baile individual.
En 2022, Stray Kids se convirtieron en modelos de ropa para la campaña de camisetas de verano 2022 de la marca Mahagrid.También se volvieron embajadores de la marca de ropa filipina Bench. La marca realizó un fan meeting el 24 de enero de 2023 en el Mall of Asia Arena. Volvieron a ser modelos para la marca Lotte Duty Free en septiembre de 2022 junto a Super Junior. En 2023, SLBS, una marca de accesorios para teléfonos móviles de Samsung Galaxy, seleccionó a Stray Kids como modelos exclusivos de la marca y lanzó la campaña Star to Galaxy, para colaborar con los personajes animados del grupo, SKZoo, en una versión especial del Z Flip utilizando materiales eco-friendly y un tema espacial. En la industria de la moda, Stray Kids fueron seleccionados como los embajadores asiáticos de Tommy Hilfiger para la campaña de otoño de 2023, así como Hyunjin para Versace como embajador global y Felix como embajador de casa de la marca Louis Vuitton.

## Miembros

### Miembros actuales
- Bang Chan (방찬)[154]
- Lee Know (리노)[154]
- Changbin (창빈)[154]
- Hyunjin (현진)[154]
- Han (한)[154]
- Felix (필릭스)[154]
- Seungmin (승민)[154]
- I.N (아이엔)[154]

### Antiguos miembros
- Woojin (우진)

## Discografía

### Álbumes coreanos
- 2020: Go Live
- 2021: Noeasy
- 2023: 5-Star

### Álbumes japoneses
- 2023: The Sound
- 2024: Giant

## Videografía

### Vídeos musicales
| Título                      | Año  | Notas                             | Duración | Director(es)                   | Ref.    |
| --------------------------- | ---- | --------------------------------- | -------- | ------------------------------ | ------- |
| Hellevator                  | 2017 | Vídeo musical                     | 4:12     | OJun Kwon (AR Film)            | [ 155 ] |
| Beware (Grrr 총량의 법칙)   | 2018 | Performance video                 | 3:12     | Jimmy (BS Pictures)            | [ 156 ] |
| Spread My Wings (어린 날개) | 2018 | Performance video                 | 3:15     | Jimmy (BS Pictures)            | [ 157 ] |
| District 9                  | 2018 | Vídeo musical                     | 3:50     | Yong-soo Kim (highqualityfish) | [ 158 ] |
| Grow Up (잘 하고 있어)      | 2018 | Vídeo musical                     | 3:35     | Jimmy (BS Pictures)            |         |
| Mirror                      | 2018 | Performance video                 | 3:49     | Jimmy (BS Pictures)            |         |
| Rock (돌)                   | 2018 | Street version                    | 3:23     | —                              |         |
| My Pace                     | 2018 | Vídeo musical y performance video | 3:47     | Yong-soo Kim (highqualityfish) | [ 159 ] |
| Insomnia                    | 2018 | Street version                    | 3:48     | —                              |         |
| Voices                      | 2018 | Presentación                      | 3:26     | Jimmy                          |         |
| M.I.A.                      | 2018 | Presentación                      | 3:34     | Jimmy                          |         |
| Question                    | 2018 | Street version                    | 3:13     | —                              |         |
| Awkward Silence             | 2018 | Vídeo musical                     | 3:45     | Jimmy                          |         |
| Mixtape #2                  | 2018 | Vídeo musical                     | 5:03     | —                              |         |
| I am YOU                    | 2018 | Vídeo musical y Performance video | 4:18     | Yong-soo Kim (highqualityfish) |         |
| My Side                     | 2018 | Street version                    | 3:42     | —                              |         |
| Mixtape #3                  | 2018 | Vídeo musical                     | 4:23     | Jimmy                          |         |
| Get Cool                    | 2018 | Vídeo musical                     | 3:23     | Jimmy                          |         |
| N/S                         | 2018 | Street version                    | 4:06     | —                              |         |
| MIROH                       | 2019 | Vídeo musical                     | 4:18     | Dirextor Kim (highqualityfish) |         |
| Boxer                       | 2019 | Street version                    | 3:24     | —                              |         |
| Victory Song (승전가)       | 2019 | Performance video                 | 3:41     | Jimmy                          |         |
| 19                          | 2019 | Vídeo musical                     | 3:39     | Kinotaku                       |         |
| Chronosaurus                | 2019 | Vídeo musical                     | 3:31     | Kinotaku                       |         |
| Mixtape #4                  | 2019 | Vídeo musical                     | 3:55     | —                              |         |
| Side Effects                | 2019 | Vídeo musical                     | 4:14     | Dirextor Kim (highqualityfish) |         |
| Side Effects                | 2019 | Performance video                 | 3:20     | Jimmy                          |         |
| TMT                         | 2019 | Vídeo musical                     | 3:32     | Jimmy                          |         |
| Double Knot                 | 2019 | Vídeo musical                     | 3:20     | Jimmy                          |         |
| Astronaut                   | 2019 | Vídeo musical                     | 3:23     | Pinklabel Visual               |         |
| Levanter                    | 2019 | Vídeo musical                     | 3:27     | Ziyong Kim (FantazyLab)        |         |
| You Can STAY                | 2019 | Vídeo musical                     | 4:05     | Novvkim                        |         |
| Mixtape: Gone Days          | 2019 | Vídeo musical                     | 3:23     | Kinotaku                       |         |
| Mixtape: On Track           | 2020 | Vídeo musical                     | 3:34     | —                              |         |
| SLUMP                       | 2020 | Vídeo musical                     | 2:29     | —                              |         |
| TOP                         | 2020 | Vídeo musical                     | 3:17     | —                              |         |
| God's Menu                  | 2020 | Vídeo musical                     | 3:07     | Bang Jae-yeob                  |         |
| Blueprint                   | 2020 | Vídeo musical                     | 4:22     | Jimmy                          |         |
| Easy                        | 2020 | Vídeo musical                     | 3:17     | Novvkim                        |         |
| Haven                       | 2020 | Video especial                    | 3:27     | —                              |         |
| Back Door                   | 2020 | Vídeo musical                     | 3:38     | Bang Jae-yeob                  |         |
| Ex (미친 놈)                | 2020 | Vídeo musical                     | 4:00     | Novvkim                        |         |
| Any (아니)                  | 2020 | Vídeo musical                     | 2:56     | —                              |         |
| ALL IN                      | 2020 | Vídeo musical                     | 3:15     | Bang Jae-yeob                  |         |
| FAM                         | 2020 | Lyric music video                 | 3:34     | Novvkim                        |         |
| Going Dumb                  | 2021 | Lyric video                       | 2:51     | —                              |         |
| Mixtape: OH (애)            | 2021 | Video musical                     | 3:38     | Jimmy                          |         |
| Thunderous                  | 2021 | Video musical                     | 3:19     | Bang Jae-yeob                  |         |
| The View                    | 2021 | Video musical                     | 3:36     | Jimmy                          |         |
| Sorry, I Love You           | 2021 | Video musical                     | 3:05     | —                              |         |
| Cheese                      | 2021 | Video musical                     | 3:12     | Jeong Nu-ri (Cosmo), Jan' Qui  | [ 160 ] |
| Red Lights (강박)           | 2021 | Video musical                     | 3:18     | Novvkim                        |         |
| Surfin'                     | 2021 | Video musical                     | 3:20     | Novvkim                        |         |
| Gone Away                   | 2021 | Video musical                     | 4:23     | Novvkim                        |         |
| Secret Secret               | 2021 | Video musical                     | 3:34     | —                              |         |
| Scars                       | 2021 | Video musical                     | 3:50     | Bang Jae-yeob                  |         |
| Christmas EveL              | 2021 | Video musical                     | 3:54     | Lee Hye-sung                   |         |
| Winter Falls                | 2021 | Video musical                     | 4:22     | Novvkim                        |         |
| 24 to 25                    | 2021 | Video musical                     | 4:40     | Jimmy                          |         |
| Placebo                     | 2021 | Video especial                    | 3:24     | —                              |         |
| Call                        | 2021 | Video musical virtual             | 8:45     | —                              |         |
| #LoveStay                   | 2021 | Video musical                     | 3:33     | —                              |         |
| Maniac                      | 2022 | Video musical                     | 3:23     | Bang Jae-yeob                  |         |
| Venom (거미줄)              | 2022 | Video musical                     | 3:21     | Kim In-tae (AFF)               |         |
| Lonely St.                  | 2022 | Video musical                     | 3:04     | Novvkim                        |         |
| Freeze (땡)                 | 2022 | Video musical                     | 4:08     | Paxq                           |         |
| Your Eyes                   | 2022 | Video musical                     | 3:33     | Novvkim                        |         |
| Circus                      | 2022 | Video musical                     | 3:20     | Bang Jae-yeob                  |         |
| Time Out                    | 2022 | Video musical                     | 4:12     | Jimmy                          |         |
| Case 143                    | 2022 | Video musical                     | 3:41     | 725                            |         |
| SUPER BOARD                 | 2022 | Video musical                     | 3:13     | Kim In-tae                     |         |
| CHILL (식혀)                | 2022 | Video musical                     | 3:26     | Wasabimayo                     |         |
| Give Me Your TMI            | 2022 | Video musical                     | 3:25     | VSHOP                          |         |
| THE SOUND                   | 2023 | Video musical                     | 3:16     | Bang Jae-yeob                  |         |
| There                       | 2023 | Video especial                    | 3:43     | —                              |         |
| S-Class (특)                | 2023 | Video musical                     | 3:31     | Bang Jae-yeob                  |         |
| DLC                         | 2023 | Video musical                     | 3:14     | Novvkim                        |         |
| FNF                         | 2023 | Video musical                     | 2:58     | SOOB                           |         |
| GET LIT (죽어보자)          | 2023 | Video musical                     | 2:56     | Swisher                        |         |
| TOPLINE                     | 2023 | Video musical                     | 3:30     | —                              |         |
| Youtiful                    | 2023 | Video musical                     | 3:31     | —                              |         |
| PARTY'S NOT OVER            | 2023 | Video especial                    | 3:27     | —                              |         |
| Super Bowl -Japanese ver.-  | 2023 | Video musical                     | 3:07     | Jeong Nu-ri (Cosmo)            |         |
| Social Path                 | 2023 | Video musical                     | 3:22     | Novvkim                        |         |

## Filmografía

### Reality shows
| Año  | Título                         | Episodios | Plataforma               | Notas                                               |
| ---- | ------------------------------ | --------- | ------------------------ | --------------------------------------------------- |
| 2017 | Stray Kids                     | 10        | Mnet                     |                                                     |
| 2018 | The 9th                        | 4         | YouTube, V Live, NaverTV |                                                     |
| 2018 | Intro: I Am Not                | 2         | YouTube, V Live, NaverTV |                                                     |
| 2018 | SKZ-Talker                     | 7         | YouTube, V Live, NaverTV |                                                     |
| 2018 | The 9th: Season 2              | 5         | YouTube, V Live, NaverTV |                                                     |
| 2018 | Intro: I Am Who                | 2         | YouTube, V Live, NaverTV |                                                     |
| 2018 | Stray Kids Amigo TV            | 3         | YouTube, V Live, NaverTV |                                                     |
| 2018 | Two Kids Room                  | 10        | YouTube, V Live, NaverTV |                                                     |
| 2018 | SKZ-Talker                     | 36        | YouTube, V Live, NaverTV |                                                     |
| 2018 | SKZ Honey-tips                 | 4         | YouTube, V Live, NaverTV |                                                     |
| 2018 | The 9th: Season 3              | 3         | YouTube, V Live, NaverTV |                                                     |
| 2018 | Stray Directors                | 2         | SBS TV                   | Aparecen solo Hyunjin e I.N                         |
| 2018 | Intro: I Am You                | 1         | YouTube, V Live, NaverTV |                                                     |
| 2018 | Two Kids Room Vol. 2           | 10        | YouTube, V Live, NaverTV |                                                     |
| 2018 | SKZ & SKZ                      | 5         | YouTube, V Live, NaverTV |                                                     |
| 2019 | The 9th: Season 4              | 5         | YouTube, V Live, NaverTV |                                                     |
| 2019 | SKZ-Talker Go!                 | 11        | YouTube, V Live, NaverTV |                                                     |
| 2019 | Intro "Clé 1: Miroh"           | 1         | YouTube, V Live, NaverTV |                                                     |
| 2019 | Finding SKZ                    | 7         | Mnet                     |                                                     |
| 2019 | Two Kids Room Vol. 3           | 10        | YouTube, V Live, NaverTV |                                                     |
| 2019 | Intro "Clé 2: Yellow Wood"     | 1         | YouTube, V Live, NaverTV |                                                     |
| 2019 | Two Kids Room Vol. 4           | 10        | YouTube, V Live, NaverTV |                                                     |
| 2019 | ChoiSKZ                        | 3         | YouTube, V Live, NaverTV |                                                     |
| 2019 | The 9th: Season 5              | 4         | YouTube, V Live, NaverTV |                                                     |
| 2019 | Two Kids Room Vol. 5           | 9         | YouTube, V Live, NaverTV |                                                     |
| 2019 | Intro "Clé: Levanter"          | 1         | YouTube, V Live, NaverTV |                                                     |
| 2019 | One Kids Room                  | 9         | YouTube, V Live, NaverTV |                                                     |
| 2020 | SKZ-Talker Go! Season 2        | 4         | YouTube, V Live, NaverTV |                                                     |
| 2020 | Two Kids Room+1                | 8         | YouTube, V Live, NaverTV |                                                     |
| 2020 | Intro "GO生"                   | 1         | YouTube, V Live, NaverTV |                                                     |
| 2020 | Finding SKZ God Edition        | 4         | Mnet                     |                                                     |
| 2020 | Two Kids Song                  | 4         | YouTube, V Live, NaverTV |                                                     |
| 2020 | Intro "IN生"                   | 2         | YouTube, V Live, NaverTV |                                                     |
| 2020 | ♥ Kids Room                    | 8         | YouTube, V Live, NaverTV |                                                     |
| 2020 | ASMR: 8.01 STAY FM             | 4         | YouTube, V Live, NaverTV | Aparece solo Felix                                  |
| 2021 | SKZ Code                       | 38        | YouTube, V Live, NaverTV |                                                     |
| 2021 | Kingdom: Legendary War         | 10        | Mnet                     |                                                     |
| 2021 | Mysterious Kitchen             | 3         | Youtube, V Live, NaverTV | Aparecen solo Lee Know, Han e I.N                   |
| 2021 | All-Night SKZ                  | 3         | Youtube, V Live, NaverTV | Aparecen solo Bang Chan, Changbin, Felix y Seungmin |
| 2021 | SKZ Camp Song: Howl in Harmony | 5         | Youtube, V Live, NaverTV |                                                     |
| 2021 | Kingdom Week <No+>             | 7         | Mnet                     |                                                     |
| 2021 | Intro "Noeasy"                 | 1         | Youtube, V Live, NaverTV |                                                     |
| 2022 | 2 Kids Room                    | 28        | Youtube, V Live, NaverTV |                                                     |
| 2022 | Intro "Oddinary"               | 1         | Youtube, V Live, NaverTV |                                                     |
| 2022 | SKZ-Talker Go! Season 3        | 14        | Youtube, V Live, NaverTV |                                                     |
| 2022 | Intro "Maxident"               | 1         | Youtube, V Live, NaverTV |                                                     |
| 2022 | Finding SKZ 3                  | 3         | Mnet, Youtube            |                                                     |
| 2023 | RACHA LOG                      | 6         | Youtube, NaverTV         |                                                     |
| 2023 | Intro "5-STAR"                 | 3         | Youtube, NaverTV         |                                                     |

### Dramas
| Año  | Título                                                | Plataforma    |
| ---- | ----------------------------------------------------- | ------------- |
| 2018 | What If You Are A JYP Entertainment's Trainee?        | Dingo K-Drama |
| 2018 | The Reveal Of Secret Diary Of Stray Kids [Episodio 5] | Dingo K-Drama |
| 2019 | Stray Kids Cries At The Mountain Top [Episodio 6]     | Dingo K-Drama |

## Conciertos
- District 9: Unlock World Tour (2019–2020)
- Maniac World Tour (2022–2023)
- 5-Star Dome Tour (2023)
- dominATE World Tour (2024-2025)

## Premios y nominaciones
| Año  | Premio                                 | Categoría                         | Nominados         | Resultado | Referencia |
| ---- | -------------------------------------- | --------------------------------- | ----------------- | --------- | ---------- |
| 2024 | Nickelodeon Kids' Choice Awards México | Grupo Kpop Favorito               | Stray Kids        | Nominado  | [ 161 ]    |
| 2025 | Nickelodeon Kids' Choice Awards        | Grupo musical favorito            | Stray Kids (Asia) | Nominado  | [ 162 ]    |
| 2025 | Nickelodeon Kids' Choice Awards        | Estrella musical mundial favorita | Stray Kids (Asia) | Nominados | [ 162 ]    |